# Macrodipteryx
Macrodipteryx is een voormalig geslacht van vogels uit de familie van de nachtzwaluwen (Caprimulgidae). De twee soorten in dit geslacht, de wimpelnachtzwaluw en de viervleugelnachtzwaluw, zijn verplaatst naar het geslacht Caprimulgus.